# Carlos Gómez (historietista)
Carlos Ernesto Gómez (1964, Ciudad de Córdoba) es un animador, ilustrador e historietista argentino. Famoso por su trabajo en la Editorial Columba, es reconocido también por reemplazar a Alberto Salinas en los dibujos de la serie Dago, y por contribuir con un número especial de la serie Tex (con guion de Giannfranco Manfredi). También se destacó en la obra Alienor, de la editorial francesa Delcourt Editions.
En 1999 recibió el premio Yellow Kid al dibujante extranjero en el "XXII Salone Internazionale dei Comics, del Film di Animazione e dell'Illustrazione de Roma".

## Vida y obra
Carlos E. Gómez nació en la ciudad de Córdoba (Argentina). En sus inicios (entre 1982 y 1984) se desempeñó como ayudante del dibujante y pintor Víctor Hugo Arias para Eura Editoriale (Italia). Entre 1984 y 1986 realizó una tira diaria de historietas de ciencia ficción con guiones propios: La Odisea del Capitán Ganímedes para el diario Córdoba de su ciudad natal.
Posteriormente, fue ayudante del dibujante Horacio Lalia (1986-1987) y Ángel Alberto Fernández (1986-1995) para Eura Editoriale y Editorial Columba (Argentina.)
En 1987 hizo trabajos de publicidad gráfica para el diario La Voz Fueguina de la ciudad de Ushuaia, en Tierra del Fuego, y la tira con enfoque ecológico: Fringilo y el pichón preguntón para una revista fueguina.
Entre 1989 y 1999 realizó junto al guionista Ricardo Ferrari las series Kent y Capellán para Editorial Columba, además de algunas miniseries e historias sueltas. Desde 1995 reemplazó a Alberto Salinas en el dibujo de la serie Dago con guiones del escritor paraguayo Robin Wood para Eura editoriale (Italia).
En 1999 recibió el premio Yellow Kid al dibujante extranjero (XXII Salone Internazionale dei Comics, del Film di Animazione e dell'Illustrazione de Roma, Italia).
En 2011 Sergio Bonelli Editore (Italia) publicó un especial de 220 páginas del mítico personaje Tex dibujado por Gómez titulado Verso l’Oregon con guion de Gianfranco Manfredi. En 2012  Delcourt editions de Francia publicó el primer tomo de Alienor, libro de historieta escrito por Simona Mogavino y Arnaud Delalande, coloreado por Claudia Chec, con storyboard de Erwan Le Saëc y dibujos de Gómez.